# Zonnevisachtigen
De Zonnevisachtigen (Zeiformes) vormen een kleine orde van straalvinnige vissen. De orde omvat ongeveer 40 soorten in zeven families, voornamelijk levend in de diepzee.
De zonnevisachtigen hebben gewoonlijk een slank en lang lijf. De borstvinnen hebben 5 tot 10 zachte stralen, net als de rugvin en de aarsvin heeft tot 4 stralen.
De classificatie van de evervissen (Caproidae) is in 2006 veranderd, omdat deze vissenfamilie veel baarsachtige kenmerken heeft, zoals overeenkomsten in skeletbouw achter op het lijf. Zowel Fishbase als de European Ichthyological Society (EIS) delen deze familie in binnen de baarsachtigen (Perciformes).

## Taxonomie
Orde Zonnevisachtigen (Zeiformes)
- Onderorde: Cyttoidei
  - Familie: Cyttidae T. N. Gill, 1893
- Onderorde: Zeioidei
  - Familie: Oreosomatidae Bleeker, 1859 (Oreos)
  - Familie: Parazenidae Greenwood, Rosen, S. H. Weitzman & G. S. Myers, 1966
  - Familie: Zenionidae G. S. Myers, 1960
  - Familie: Grammicolepididae Poey, 1873 (Papierschubvissen)
  - Familie: Zeidae Latreille, 1825 (Zonnevissen)
- Onderorde Caproidei. Deze orde wordt sinds 2006 tot de baarsachtigen gerekend.[3]